# Per un si o per un no
Per un si o per un no (francès Pour un oui ou pour un non) és una peça de teatre de Nathalie Sarraute, creada com a radioteatre el desembre de 1981, apareguda en 1982 i representada per primer cop en francès en 1986.

## Argument
Dos vells amics, a partir d'una conversa anodina, entren en una batalla sense treva i s'enfonsen en un joc de postures irreconciliables. Està articulada entorn a la "veritat" dels mots, que pot dur a conseqüències incalculables.
L'obra s'estructura al voltant d'un diàleg suspès; deté l'acció en una immobilització provisional d'una porció d'una conversa passada. Aquesta detenció desafia el significat d'aquesta conversa. Al principi es pensava que es tractava d'una simple explicació del text, però revela un trauma. La paraula, de fet, no és només un text, sinó que també és un gest humà. Aquest gest difumina el significat. La investigació sobre el possible significat d'aquesta paraula revela un embolic d'escenes viscudes, sempre reproduïdes, mai enteses. L'explicació només agreuja la crisi. L'ampliació d'escenes vistes i revisades, aturades per sotmetre's a la pregunta, dona un efecte còmic. Però l'aspecte cruel i indiscriminat de la relació entre personatges continua més aviat l'univers que Franz Kafka ja havia començat.

## Premis i representacions
Per aquesta peça la seva autora va rebre una nominació al Molière de l'autor francòfon vivent en 1987. La peça va estar filmada en 1988 per Jacques Doillon, amb Jean-Louis Trintignant, André Dussollier, Joséphine Derenne i Pierre Forget. És l'obra més representada de Nathalie Sarraute; ha donat lloc a més de 600 representacions professionals des de la seva creació.
Fou traduïda al castellà per Juan d'Ors. Fou traduïda al català per Carme Serrallonga i Calafell i fou representada per la Companyia Flotats al Teatre Poliorama el 1986, protagonitzada per Josep Maria Flotats i Juanjo Puigcorbé; en 1988 fou retransmesa a TV3. En maig de 2016 es va fer un nou muntatge a la Sala Muntaner dirigit per Ramon Simó i protagonitzat per Lluís Soler i Manel Barceló i Serrano.